# بادیا پاوه‌سه
بادیا پاوه‌سه (به ایتالیایی: Badia Pavese) یک کومونه در ایتالیا است که در استان پاویا واقع شده‌است. بادیا پاوه‌سه ۵٫۰ کیلومتر مربع مساحت و ۴۳۵ نفر جمعیت دارد.